# Филиберт II Савойски
Вижте пояснителната страница за други личности с името Филиберт Савойски.
Филиберт II Савойски, наричан Красивият или Добрият (на френски: Philibert II de Savoie, le Beau, на италиански: Filiberto II di Savoia detto il Bello; * 10 април 1480, замъка на Пон д’Ен, Кралство Франция; † 10 септември 1504, пак там) е 8-и херцог на Савоя (1497 – 1504), принц на Пиемонт, граф на Аоста, Мориен и Ница, титулярен крал на Кипър и на Йерусалим (1497 – 1504).

## Произход
Той е син на Филип II Савойски Безземни (* 1436, † 1497), родоначалник на кадетския клон Савоя-Брес и 7-и херцог на Савоя (1496 – 1497), и на първата му съпруга Маргарита дьо Бурбон (* 1438, † 1483). Негови дядо и баба по бащина линия са Лудвиг Савойски, 2-ри херцог на Савоя, принц на Пиемонт, граф на Аоста и Мориен (1439 – 1465), и Анна дьо Лузинян-Кипърска, а по майчина – Шарл I дьо Бурбон, 5-и херцог на Бурбон, и Агнес Бургундска. Има двама братя и една сестра:
- Брат († 1475)
- Луиза (* 1476, † 1531), майка на краля на Франция Франсоа I, мадам (от 1515), херцогиня на Бурбон (30 юни 1528 – 25 септември 1531), съпруга на Шарл Орлеански-Ангулем, граф на Ангулем
- Геролам (* 1478, † 1478)

Освен това има четири природени братя и две природени сестри от втория брак на баща си, сред които Карл III Добрият, 9-и херцог на Савоя, както и трима природени братя и четири или пет природени сестри от две негови извънбрачни връзки.

## Биография

### Начални години и образование
Образован от ранна възраст във френския двор на братовчед си Шарл VIII, той следва баща си и френския крал в неаполитанската експедиция от 1494 г., след което се връща в Пиемонт поради заболяване, избухнало в армията, в която служи.
Той е активен участник в италианските войни от този период, като се бие заедно с баща си срещу генуезците и следва император Максимилиан I в експедицията срещу флорентинците.

### Управление
Оттегляйки се в Брес след края на службата си в армията, той остава там до 1497 г., когато е призован да наследи баща си Филип като херцог на Савоя.
В периода на управлението на Филиберт умира неговият втори братовчед – кралят на Франция Шарл VIII, а наследникът му крал Луи XII нахлува в Италия и завоюва голяма част от Неаполитанското кралство. Луи превзема Милано, граничещо със Савоя на изток, и така Савоя се оказва обхваната между френски владения. В конфликта за Миланското херцогство Филиберт II не заема позиция, остава неутрален и е възнаграден за това от крал Луи XII, който се отказва от нахлуването в Пиемонт.

### Бракове
През 1496 г. 16-годишният Филиберт се жени за 9-годишната Йоланда Лудовика, дъщеря на братовчед му херцог Карл I Савойски и на Бланка Монфератска, както и директна наследничка на Шарл VII за кралствата Кипър, Йерусалим и Армения. През 1499 г. Йоланда умира на 12 години. Филиберт въпреки това претендира за трона.
За да балансира императора и да сложи край на конфликтите, от страна на Максимилиан I херцогът получава за съпруга през 1501 г. Маргарита Австрийска, единствената му дъщеря и сестра на Филип Красиви, както и вдовица на инфант Хуан Кастилски. Бракът им е щастлив, но продължава само три години.
Маргарита храни дълбока омраза към френския двор. Навремето е сгодена за крал Шарл VIII, но кралят предпочита да се ожени за Анна Бретанска, което поражда голямото ѝ негодувание към французите. Маргарита се опитва да повлияе на Филиберт II да се облегне на империята, като кара баща си да предостави временна юрисдикция над епископствата Лион, Лозана, Женева, Аоста, Торино, Мориен, Тарантез, Верчели и Мондови за нейния съпруг през 1503 г. Тя също тласка съпруга си да влезе в конфликта за Неаполитанското кралство, но херцогът предпочита да не се компрометира и дори се отказва да претендира за феодална почит, по негово право, от Лудвиг II от Салуцо, съюзник на французите.
Маргарита многократно повлиява на савойската политика. Филиберт II, любител на лова, оставя управлението на Пиемонт на природения си брат си, извънбрачният Райнер Савойски-Вилар, когото тя не харесва и кара баща си Максимилиан I да анулира легитимността му през 1502 г. Маргарита, която има все по-голямо влияние върху съпруга си Филиберт II, съди Райнер и през 1503 г. задължава съпруга си да анулира акта за легитимация, който му е дал през 1499 г. Райнер се укрива във Франция при своята природена сестра – графинята на Ангулем Луиза Савойска, майка на френския крал Франсоа I. Срещу него е образувано съдебно производство, по време на което са му конфискувани всичките владения в херцогството. Графство Вилар минава у Маргарита Австрийска. За него остава само феодът Танд, право на съпругата му.

### Смърт
През 1504 г. 23-годишният Филиберт II решава да премести двора си отвъд Алпите, в замъка на Пон д'Ен, където е роден, поради чумната епидемия в Пиемонт по онова време. Докато е там, той е поразен от жестока треска, която води до смъртта му на 10 септември 1504 г. Понеже умира без преки наследници, тронът на Савоя преминава у природения му брат Карл III (II).
Филиберт е погребан в манастира „Нотр Дам дьо Бру“ близо до Бург ан Брес. Съпругата му Маргарита Австрийска отново се намесва и пречи на опитите на Карл II да върне отнетите земи на природения му брат му Райнер. След това Райнер обвинява Жак дьо Буси, господар на Ейрия, че е накарал да отровят херцог Филиберт II с отровни сладки ябълки, направени в Лион от пиемонтски лекар. Споменатият лекар е измъчван и признава.

## Брак и потомство
Филиберт II се жени два пъти:
∞ 1. 1496 за първата си братовчедка Йоланда Лудовика Савойска (* 2 юли 1487, Торино; † 13 септември 1499, Женева), дъщеря на херцог Карл I Савойски и на Бланка Монфератска, както и директна наследничка на Карл VII за кралствата Кипър, Йерусалим и Армения, от която няма деца.
∞ 2. 1501 за Маргарита Австрийска (* 10 януари 1480, Херцогство Брабант; † 1 декември 1530, Мехелен), единствената дъщеря на император Максимилиан I и Мария Бургундска, от която няма деца.